# Pouzolzia humbertii
Pouzolzia humbertii är en nässelväxtart som beskrevs av Jacques Désiré Leandri. Pouzolzia humbertii ingår i släktet Pouzolzia och familjen nässelväxter. Utöver nominatformen finns också underarten P. h. capuronii.